# Лаономі
Лаономі (дав.-гр. Λαονόμη; ім'я означає «закон народу», похідний від дав.-гр. Λαο — «люди» і дав.-гр. νόμη — «закон») — ім'я декількох персонажів давньогрецької міфології:
- Лаономі — дочка Гунея, ймовірна дружина Алкея і мати Амфітріона.
- Лаономі — дочка Амфітріона і Алкмени, сестра Іфікла та Геракла, дружина Поліфема.
- Лаономі — мати Ододокеса з Калліароса в Локріді.